# لرزش (مجموعه)
لرزش (به انگلیسی: Quake) مجموعه بازی‌های ویدئویی تیراندازی اول شخص است که توسط اید سافت‌ویر توسعه یافته و از سال ۲۰۱۰ توسط بتزدا سافت‌ورکز منتشر شده‌است. این مجموعه از لرزش سال ۱۹۹۶ و دنباله‌های غیرخطی و مستقل آن تشکیل شده که از نظر تنظیمات و طرح متفاوت هستند.
نخستین بازی از این سری در سال ۱۹۹۵ تحت همین عنوان توسط اید سافت‌ویر تولید و روانه بازار گشت که در زمان خود به دلایل ذیل کاملاً از بقیه ژانر اول شخص متمایز بود:
1. استفاده از حرکت آزادانه سر با استفاده از ماوس.
2. حجم دار بودن هر آنچیز که در فضای اطراف موجود است.
3. اصوات سه بعدی.
4. استفاده از تکنولوژی تری-دی(3D)

اساس ساختمانی سری لرزش را این فایل‌های آرشیوی تشکیل می‌دهند که تا به امروز دست‌مایه فایل‌های بنیادین تولید شده توسط شرکت برای بازی‌های مختلف آن می‌باشند. این فایل‌ها در شکل‌های جدیدتر به PK3 تغییر قالب یافتند.

## بازی‌ها

### خط داستانی لرزش
طرح اصلی بازی روی شخصیت بازیکن متمرکز بود، بعداً این شخصیت در Quake III: Arena به عنوان "Ranger" شناخته شد، که برای جلوگیری از نفوذ دشمن با نام رمز "Quake" از ابعاد دیگری عبور می‌کند. این بازی در یک صحنه Lovecraftian با ترکیبی از تخیل تاریک، شبه قرون وسطی و داستان علمی انجام می‌شود.
- لرزش (۱۹۹۶)
  - Quake Mission Pack No. 1: Scourge of Armagon (۱۹۹۷)
  - Quake Mission Pack No. 2: Dissolution of Eternity (۱۹۹۷)
  - Quake: Dimension of the Past (۲۰۱۶)

### خط داستانی لرزش ۲
تنها دنباله ای نامدار که مجموعه را به ژانر علمی–تخیلی سوق داد، لرزش ۲ و دنباله‌های آن جنگ بین بشریت و نژاد بیگانه سایبرنتیک معروف به Strogg را شرح می‌دهد.
- لرزش ۲ (۱۹۹۷)
  - Quake II Mission Pack: The Reckoning (۱۹۹۸)
  - Quake II Mission Pack: Ground Zero (۱۹۹۸)
- لرزش ۴ (۲۰۰۵)

### مجموعه صحنه
با تمرکز بر روی حالت چندنفره، لرزش ۳ صحنه بر دو بازی اول تأکید نکرد در حالی که فضا را هنوز حفظ کرده‌است.
- Quake III Arena (۱۹۹۹)
  - Quake III: Team Arena (۲۰۰۰)
  - Quake Live (2010; an updated version of Quake III Arena originally designed as a free-to-play game launched via a web plug-in)
- Quake Champions (۲۰۱۷)